# Hospital Nacional Dos de Mayo
El Hospital Nacional Dos de Mayo es el primer centro hospitalario público peruano administrado por el Ministerio de Salud del Perú, considerado como el primer hospital del Perú republicano. Tiene sus antecedentes en la iniciativa del cabildo de Lima de 1538 de fundar un hospital conocido como Nuestra Señora de la Concepción, el cual en el año 1553 se extendió y cambió su denominación a Hospital Real de San Andrés. En 1875, dadas las amplies necesidades hospitalarias de la República, se constituye en una nueva ubicación el Hospital Nacional Dos de Mayo, herederando las responsabilidades del antiguo hospital de San Andrés. En el año 1973 con Resolución Suprema Nª 2900-72-ED, el Hospital Dos de Mayo fue declarado Patrimonio Cultural de la Nación.

## Historia

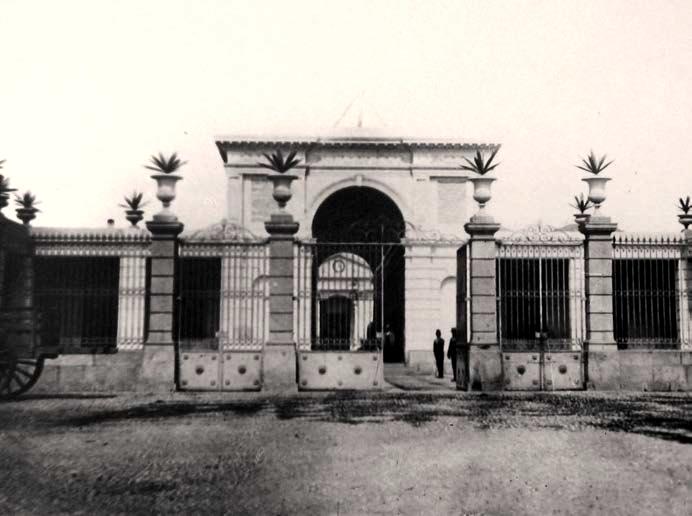
El hospital en el siglo XIX.

Se sabe que el 16 de marzo de 1538, el cabildo de Lima asignó dos solares para el funcionamiento del Hospital de Nuestra Señora de la Concepción (junto al actual Convento de Santo Domingo). La estrechez de sus ambientes hizo que el 21 de noviembre de 1545, el mismo cabildo asignara ocho solares para la reubicación del hospital frente a la actual Plaza Italia. Este nuevo hospital fue llamado «Real Hospital de San Andrés» produciéndose el traslado de pacientes y enseres en 1550.
El Hospital de San Andrés fue sede del primer anfiteatro anatómico en 1792; de la Real Escuela de Medicina de San Fernando en 1811; y de la primera Casa de las Hermanas de la Caridad de San Vicente de Paúl.
En 1868 una epidemia de la fiebre amarilla azotó Lima, ocasionando 6.000 muertos. Ello, sumado al crecimiento de la población y a la incomodidades de los viejos hospitales que existían en la ciudad, hizo que el 1º de mayo de 1868 el presidente Pedro Diez Canseco decretara la fundación de un moderno y más amplio hospital, al que se bautizó como Dos de Mayo, en homenaje a los peruanos que lucharon contra la escuadra española en el Combate del Callao librado el 2 de mayo de 1866 (llamado también Combate del Dos de Mayo). Los fondos para tal fin provenían de tres fuentes: el sobrante de las rentas de la Beneficencia de Lima, el fondo existente de las cofradías que se hallaba en depósito y una mesada del Gobierno ascendente a 2 mil soles mensuales.
El gran impulsor del Hospital fue Manuel Pardo y Lavalle, en su calidad de presidente de la Beneficencia Pública de Lima. Se eligió su sede en el barrio o caserío de Cocharcas, entonces un lugar apartado del centro de la ciudad. Se encargó la obra a los arquitectos Mateo Graziani y Michele Trefogli, que innovaron la arquitectura hospitalaria en el Perú. Las edificaciones se iniciaron bajo el gobierno de José Balta y Montero y demoraron 6 años y 7 meses.
Finalmente, el 28 de febrero de 1875, Manuel Pardo, ya como presidente del Perú, inauguró el Hospital Dos de Mayo y en su discurso expresó lo siguiente:

Un pueblo naciente que levanta desde sus cimientos el primer hospital de Sudamérica y que encierra en su seno una sociedad que hace veinticuatro años viene presentando un modelo cada día más acabado de administración pública en el ramo de la Beneficencia, posee en esos dos hechos motivos fundados a las consideraciones de las demás naciones.

El 8 de marzo de ese mismo año de 1875 se produjo la gran mudanza desde el Hospital Real de San Andrés. La nueva infraestructura contaba con doce salas irradiando desde el patio principal cubierto de jardines. Tenía entonces una capacidad para albergar a 600 enfermos. Entre sus médicos fundadores se contaban Lino Alarco, Leonardo Villar,  Aurelio León, Luis Eusebio Villarán y Manuel Adolfo Olaechea. En su momento fue considerado como el mejor hospital de Sudamérica.
Desde ese entonces, el personal profesional, técnico y auxiliar del Hospital Dos de Mayo, entonces administrado por la Beneficencia Pública de Lima, desempeñó importante rol a lo largo de la historia de la medicina peruana. Las Hermanas de la Caridad, los capellanes, estudiantes de medicina, barchilones, topiqueros, veladores, enfermeros, el afilador y cuchillero de cirugía, el bañero, el carretonero, entre otros, han sido las figuras representativas del hospital.

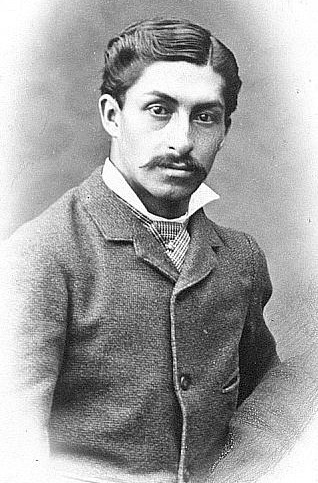
Daniel Alcides Carrión, mártir de la medicina peruana, realizó su obra en el hospital Dos de Mayo.

La Guerra del Pacífico limitó el accionar benéfico de la institución. Mientras muchos de sus integrantes se unían a las filas patriotas en contra del invasor, el hospital permaneció ocupado por las fuerzas chilenas desde el 20 de febrero de 1881 hasta el 29 de diciembre de 1883. A pesar de ello, médicos a cargo del doctor Leonardo Villar y las Hermanas de la Caridad consiguieron hacer respetar la atención a los niños.
Un acto trascendental en la medicina del Perú, tuvo como escenario a este hospital: el sacrificio de Daniel Alcides Carrión, ocurrido el 5 de octubre de 1885. Carrión era un estudiante de sexto año de Medicina de la Universidad Nacional Mayor de San Marcos, que en su afán de investigar la relación entre dos males aparentemente distintos, la Fiebre de la Oroya y la Verruga Peruana, se inoculó sangre infectada para poder estudiar de primera mano el desarrollo de la enfermedad. Su sacrificio resultó en un gran aporte, al precisar la nosología de la enfermedad (se trataba de un mismo mal); y muchos años después fue reconocido como Mártir de la Medicina Peruana y Héroe Nacional Civil. A partir de este hecho heroico devino en reconocer dicha afección como la Enfermedad de Carrión y cada 5 de octubre se celebra en el Perú el Día de la Medicina Peruana.
El sistema de hospicio de fines del siglo XIX, fue variando de la siguiente manera; atención de consulta externa en 1891, primer laboratorio clínico en 1900. Luego, se introdujo el tratamiento para tuberculosis y en 1913 se habilitó la recepción nocturna de enfermos.
Durante cincuenta años, los inspectores de la Beneficencia fueron los encargados de la dirección del hospital, los cuales eran elegidos entre los socios de la institución; a partir de 1921 se nombró al primer director médico, que fue el doctor Leonidas Avendaño.

## Infraestructura

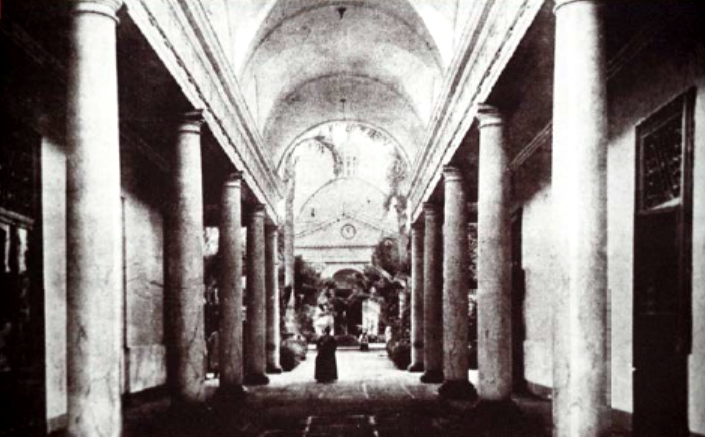
Interior del Hospital, a inicios del siglo XX.

La inauguración de este hospital fue un gran acontecimiento y el diario El Comercio cubrió la noticia. Sobre sus dimensiones dice: «ocupa (…) un área de 29.094 metros cuadrados, es decir que cada lado (…) mide más de 170 metros». Describe también detalladamente su estructura: 

(…) puede decirse que está dividido en tres grandes cuerpos: el de entrada en cuyos lados se encuentran dos salones para los enfermeros de paga, el salón de recibo y otras dependencias; el cuerpo que llamaremos octogonal, en que están la capilla, el gran surtidor y las puertas principales de las enfermerías; y por último, el cuerpo posterior, destinado a las hermanas de la caridad, cocina, caballeriza, colchonería, cisterna y otras dependencias que bien podrían denominarse domésticas.

## Especialidades
Sus principales especialidades son las siguientes:
- Anatomía Patológica
- Anestesiología
- Cardiología
- Cardiología Intervencionista
- Cirugía de Cabeza, Cuello y Máxilofacial
- Cirugía General
- Cirugía Pediátrica
- Cirugía Plástica
- Cirugía de Tórax y Cardiovascular - Centro de Referencia Nacional del Corazón
- Dermatología
- Emergencias de Adultos, Pediátrico y Gineco-obstétrica
- Endocrinología
- Gastroenterología
- Ginecología y Obstetricia
- Hematología Clínica
- Medicina Física y Rehabilitación
- Medicina Interna
- Medicina Intensiva
- Nefrología
- Neurocirugía
- Neumología
- Neurología
- Nutrición
- Traumatología y Ortopedia
- Pediatría
- Patología Clínica
- Radiología
- Urología
- Unidad de Cuidados Intensivos Generales y Especializados

## Importancia
El desarrollo científico médico y de la administración hospitalaria en el Perú está estrechamente ligado a este hospital. Allí desenvolvieron su profesión las más notables personalidades médicas del país: Oswaldo Hercelles Monterola, el fundador del primer Laboratorio Clínico en el Perú, y responsable del primer aislamiento de la Bartonella bacilliformis, el agente patógeno de la enfermedad de Carrión. Otras celebridades médicas han sido Guillermo Gastañeta, considerado el padre de la cirugía peruana; Hermilio Valdizán, Aurelio Alarco, Augusto Dammert, Juan Voto Bernales, Juan José Mostajo, Max González Olaechea, Carlos Lanfranco, Víctor Alzamora, Oscar Urteaga Ballón y Pedro Larrea Ramirez, entre otros.